# 红梗润楠
红梗润楠（学名：Machilus rufipes）为樟科润楠属下的一个种。

## 扩展阅读
- 維基物種上的相關：红梗润楠